# 37561 Churgym
37561 Churgym è un asteroide della fascia principale. Scoperto nel 1988, presenta un'orbita caratterizzata da un semiasse maggiore pari a 1,9439770 UA e da un'eccentricità di 0,0979958, inclinata di 22,95227° rispetto all'eclittica.